# (541102) 2018 RG11
(541102) 2018 RG11 es un asteroide perteneciente al cinturón de asteroides descubierto el 5 de septiembre de 2007 por el equipo del Catalina Sky Survey desde el Catalina Sky Survey, Arizona, Estados Unidos.

## Designación y nombre
Designado provisionalmente como 2018 RG11.

## Características orbitales
2018 RG11 está situado a una distancia media del Sol de 3,094 ua, pudiendo alejarse hasta 3,872 ua y acercarse hasta 2,315 ua. Su excentricidad es 0,251 y la inclinación orbital 15,24 grados. Emplea 1988,01 días en completar una órbita alrededor del Sol.

## Características físicas
La magnitud absoluta de 2018 RG11 es 16,4. 